# Clare Polkinghorne
Clare Elizabeth Polkinghorne OAM (* 1. Februar 1989 in Brisbane, Queensland, Australien) ist eine australische ehemalige Fußballnationalspielerin, die überwiegend in der Abwehr spielte. 2006 wurde sie erstmals in der australischen Fußballnationalmannschaft der Frauen eingesetzt. Schon früh wurde sie eine Führungsspielerin im Verein und war auch Co-Kapitänin der Nationalmannschaft, deren Rekordspielerin sie seit dem 16. Februar 2023 ist. Mit Australien nahm sie 2023 zum fünften Mal an der WM der Frauen teil. Zudem nahm sie 2016 und 2021 an den Olympischen Spielen teil.

## Werdegang

### Vereine
In ihrer Jugend spielte sie bei den brisbaner Vereinen Wynnum Wolves und Capalaba Bulldogs und wechselte dann mit 14 Jahren zu Queensland Sting. 2008 wechselte sie dann zum größeren Verein Queensland Roar und spielte ab da in der neugegründeten W-League. Am Ende der ersten Saison standen sie auf Platz 1 der Tabelle und am 17. Januar 2009 gewann sie mit Queensland Roar das Grand Final gegen Canberra United FC. Im Dezember erreichte die nun als Brisbane Roar firmierende Mannschaft mit ihr als Kapitänin erneut das Grand Final, verloren diesmal aber mit 2:3 gegen Sydney FC. 2011 konnten sie sich revanchieren und mit 2:1 gewinnen. 2012 verloren sie dann mit 2:3 gegen Canberra United. 2013 verpassten sie das Finale durch eine 2:3-Halbfinalniederlage gegen Sydney FC. In der Saison 2013/14 und 2014 spielte sie zusammen mit der deutschen Nationaltorhüterin Nadine Angerer. Zusammen erreichten sie im Februar 2014 das Grand Final, verloren aber gegen Melbourne Victory FC mit 0:2.
2014 ging sie in der australischen Ligapause für zwei Monate nach Japan um für INAC Kōbe Leonessa zu spielen. Noch während der WM 2015 wechselte sie zum Portland Thorns FC in die NWSL. Von Ende 2015 bis 2018 spielte Polkinghorne erneut in Brisbane, ehe sie im Juni 2018 zur Franchise der Houston Dash wechselte, zur australischen Saison aber wieder nach Brisbane zurückkehrt.
Zur Saison 2020 wechselte sie zum norwegischen Verein Avaldsnes IL. Im norwegischen Winter 2021 kehrte sie zurück nach Brisbane und im April 2021, noch vor den Finalspielen der W-League folgte ein Wechsel in die Damallsvenskan zu Vittsjö GIK. Brisbane verlor dann das Halbfinale ohne sie gegen Melbourne Victory mit 2:6.
Im Dezember 2023 wechselte sie nach drei Spielzeiten bei Vittsjö zum Ligakonkurrenten Kristianstads DFF.

### Nationalmannschaft
Am 19. Juni 2006 machte sie gegen China ihr erstes Länderspiel für Australien. Im August nahm sie dann mit der U-20-Mannschaft an der U-20-Fußball-Weltmeisterschaft der Frauen 2006 in Russland teil und wurde in den drei Gruppenspielen eingesetzt. Als Gruppendritter vor Neuseeland schied Australien aber vorzeitig aus. 2007 folgte die Teilnahme bei der Fußball-Weltmeisterschaft der Frauen 2007 in China. Hier wurde sie nur im ersten Gruppenspiel beim 4:1 gegen Ghana eingesetzt, dem ersten und bis heute höchsten Sieg der Australierinnen bei einer WM. 2010 gewann sie mit Australien die Fußball-Asienmeisterschaft der Frauen 2010 im Elfmeterschießen gegen Nordkorea. Schon durch den Finaleinzug hatte sich Australien für die WM 2011 qualifiziert.
Sie nahm dann auch mit Australien an der Fußball-Weltmeisterschaft der Frauen 2011 in Deutschland teil, wo sie in allen vier Spielen eingesetzt wurde, aber wie vier Jahre zuvor im Viertelfinale ausschied.
Für die Fußball-Asienmeisterschaft der Frauen 2014, bei der Australien den Titel nicht verteidigen konnte, wurde sie ebenfalls nominiert. Im ersten Gruppenspiel gegen Weltmeister Japan trug sie die Kapitänsbinde, beim Stand von 2:0 für ihre Mannschaft unterlief ihr dann aber ein Eigentor und kurz vor Schluss konnten die Japanerinnen noch ausgleichen. Im folgenden Spiel gegen Jordanien saß sie dann nur auf der Bank, lief dann aber in den restlichen Spielen wieder als Kapitänin auf. Im März 2015 nahm sie mit Australien am Zypern-Cup 2015, wo sie zu drei Einsätzen kam und sich auch beim 6:2 gegen Tschechien im Spiel um Platz 5 in die Torschützenliste eintragen konnte. Am 12. Mai 2015 wurde sie dann auch für den australischen WM-Kader 2015 nominiert. Sechs Tage später wurden sie und Lisa De Vanna als Co-Kapitäne für die WM 2015 vorgestellt. Bei der WM in Kanada kam sie aber nicht zum Einsatz.
Bei den Olympischen Spielen 2016 stand sie in den Gruppenspielen in der Startelf, im Viertelfinale gegen die Gastgeberinnen wurde sie erst in der 75. Minute eingewechselt. Das Halbfinale wurde nur durch eine Niederlage im Elfmeterschießen gegen die Brasilianerinnen verpasst. Bei diesem gehörte sie aber zu den erfolgreichen Schützinnen ihrer Mannschaft.
Bei der Fußball-Asienmeisterschaft der Frauen 2018 wurde sie in den Gruppenspielen gegen Südkorea und Japan sowie im Finale gegen Japan eingesetzt, wovon die Australierinnen keins gewinnen konnten. Durch einen Sieg gegen Vietnam hatten die Australierinnen aber das Halbfinale erreicht und sich damit für die WM 2019 qualifiziert. Nach der Qualifikation wurde Nationaltrainer Alen Stajcic entlassen, sein Nachfolger Ante Milicic bestimmte Sam Kerr zur neuen Kapitänin der Nationalmannschaft. Für die WM in Frankreich wurde sie am 14. Mai 2019 nominiert. Sie kam im ersten Spiel gegen Italien zum Einsatz. Nach einem Fehler ihrerseits gelang den Italienerinnen der Ausgleich und in der fünften Minute der Nachspielzeit musste ihre Mannschaft noch das Tor zum 1:2-Endstand hinnehmen. In den weiteren Gruppenspielen wurde sie nicht eingesetzt. Im Achtelfinale gegen Ex-Weltmeister Norwegen wurde sie in der vierten Minute der Verlängerung eingewechselt. Da in der Verlängerung keine Tore fielen, kam es zum Elfmeterschießen, in dem zwei ihrer Mitspielerinnen ihren Elfmeter nicht verwandeln konnten, wodurch Australien ausschied.
In der erfolgreich absolvierten Qualifikation für die Olympischen Spiele 2020 kam sie in vier von fünf Spielen zum Einsatz. Bei den wegen der COVID-19-Pandemie um ein Jahr verschobenen Spielen wurde sie in allen sechs Spielen ihrer Mannschaft eingesetzt, wurde aber zweimal ein- und einmal ausgewechselt. Am Ende wurden die Australierinnen Vierte, ihre bisher beste Platzierung bei einem großen interkontinentalen Turnier. 
Im Januar 2022 wurde sie für die Asienmeisterschaft in Indien nominiert. Sie kam in den ersten beiden Gruppenspielen und im Viertelfinale zum Einsatz, in dem sie mit ihrer Mannschaft gegen Südkorea ausschied.
Am 12. November 2022 bestritt sie beim 4:0-Sieg gegen Schweden ihr 150. Länderspiel. Mit ihrem 152. Länderspiel wurde sie am 16. Februar 2023 australische Rekordnationalspielerin.
Am 3. Juli 2023 wurde sie für die WM-Endrunde in ihrer Heimat nominiert, kam in sechs der sieben Spiele ihres Teams zum Einsatz, wobei sie zunächst zumeist in der Schlussphase eingewechselt wurde. Durch eine 1:3-Niederlage im Halbfinale gegen die Engländerinnen, bei dem sie erstmals im Turnier in der Startelf stand, verpasste sie mit ihrer Mannschaft das Finale und verlor anschließend auch das Spiel um Platz 3 gegen Schweden, bei dem sie auch in der Startelf stand. Der vierte Platz ist aber die bisher beste WM-Platzierung der Australierinnen.
Bei den Olympischen Spielen 2024 stand sie im Kader, kam aber in den drei Gruppenspielen der Matildas, nach denen diese ausschieden, nicht zum Einsatz.

## Erfolge
- Sieger im Grand Final (Australischer Meister) 2008/09 und 2011
- Asienmeister 2010
- 2017: Gewinn des Tournament of Nations
- 2019 und 2023: Gewinn des Cup of Nations

## Auszeichnungen
- 2013: Aufnahme ins Team des Jahrzehnts 2000–2013[22]
- 2025: Medaille des Order of Australia[23]